# Parafia Najświętszego Serca Pana Jezusa w Warszawie (Stara Miłosna)
Parafia Najświętszego Serca Pana Jezusa w Warszawie – parafia rzymskokatolicka należąca do dekanatu rembertowskiego, diecezji warszawsko-praskiej, metropolii warszawskiej Kościoła katolickiego, w Warszawie (osiedle Stara Miłosna). Obsługiwana przez księży diecezjalnych.

## Historia
Parafia została erygowana 1 stycznia 1937 roku. 
Pierwszy drewniany kościół spłonął podczas działań wojennych w 1944 roku. Następny, zachowany do dzisiaj, drewniany kościół parafialny w stylu zakopiańskim pod wezwaniem św. Antoniego został zbudowany w 1916 w Rokitnie koło Błonia, a przeniesiony do Starej Miłosny w 1949 i ponownie zmontowany w latach 1949−1950. W styczniu 2006 drewniany kościół spalił się, lecz został odbudowany w następnych latach.
W latach 2010–16 powstał nowy kościół parafialny pod wezwaniem Najświętszego Serca Pana Jezusa, konsekrowany 25 września 2006 roku przez ks arcybiskupa Henryka Hosera.

## Bibliografia

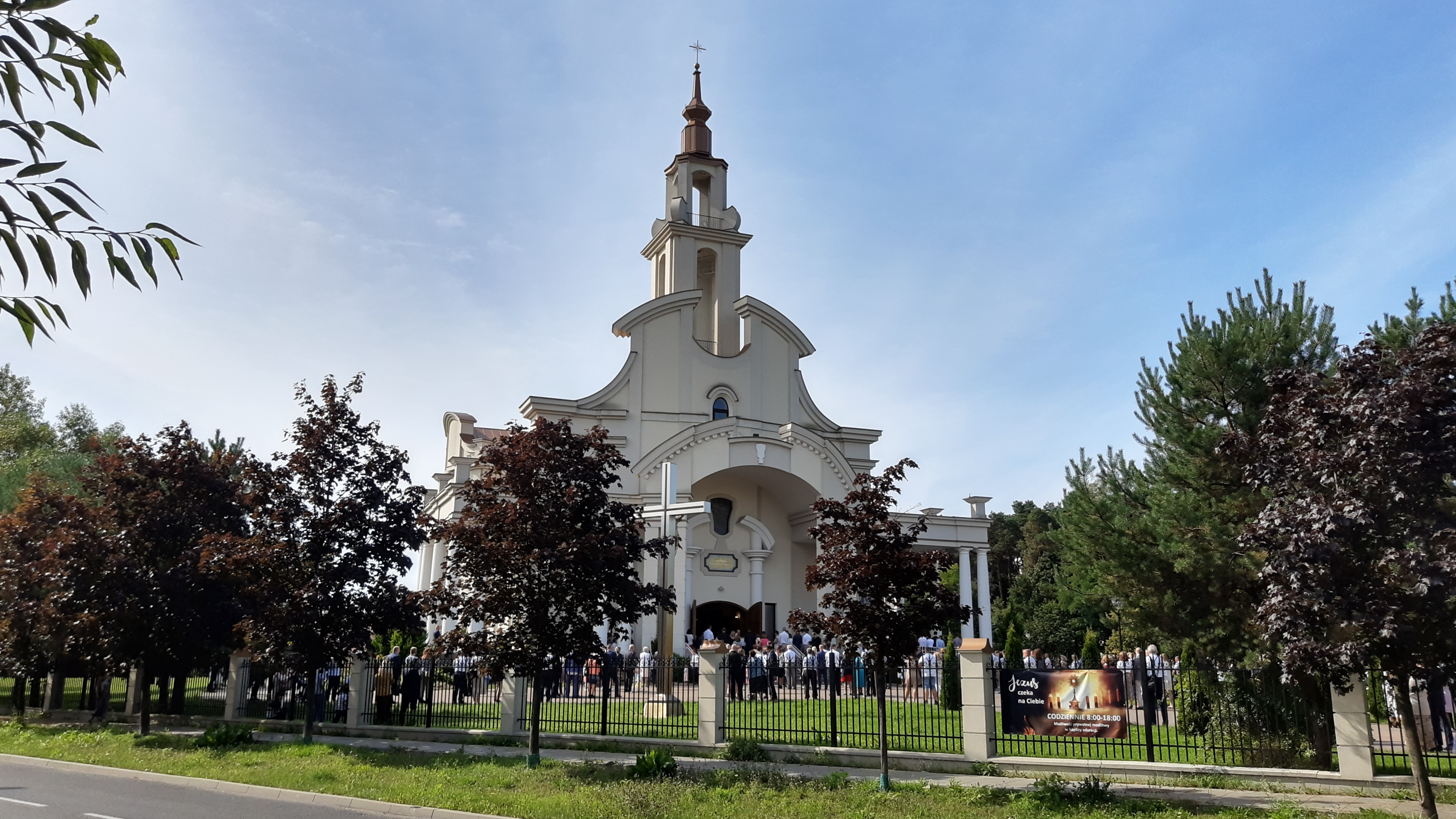
Nowy kościół parafialny Najświętszego Serca Pana Jezusa